# Art algorithmique
L'art algorithmique, également connu sous le nom d'art des algorithmes, est l'art, et plus précisément l'art visuel, dont la conception est générée par un algorithme. Les artistes algorithmiques sont parfois appelés algoristes.

## Aperçu
L'art algorithmique est un sous-domaine de l'art génératif (généré par un système autonome) et est lié à l'art des systèmes (influencé par la théorie des systèmes). L'art fractal est un exemple d'art algorithmique.

## Histoire

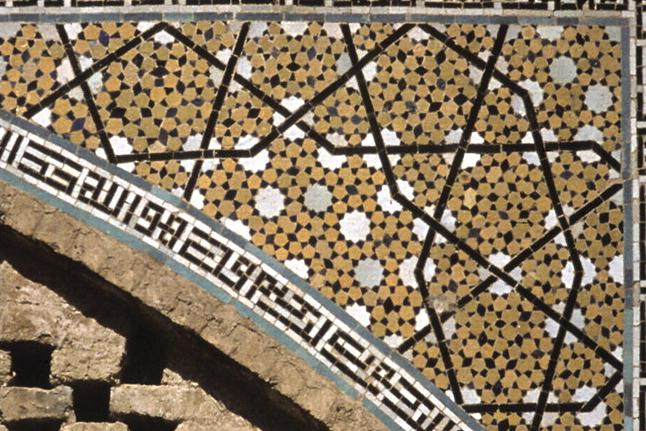
Motifs géométriques islamiques dans le temple de Darb-e Emam à Isfahan, précurseurs de l'art algorithmique.

Roman Verostko soutient que les motifs géométriques islamiques sont construits à l'aide d'algorithmes[réf. nécessaire], tandis que les peintures de la Renaissance italienne utilisent des techniques mathématiques, en particulier la perspective linéaire et la proportion.

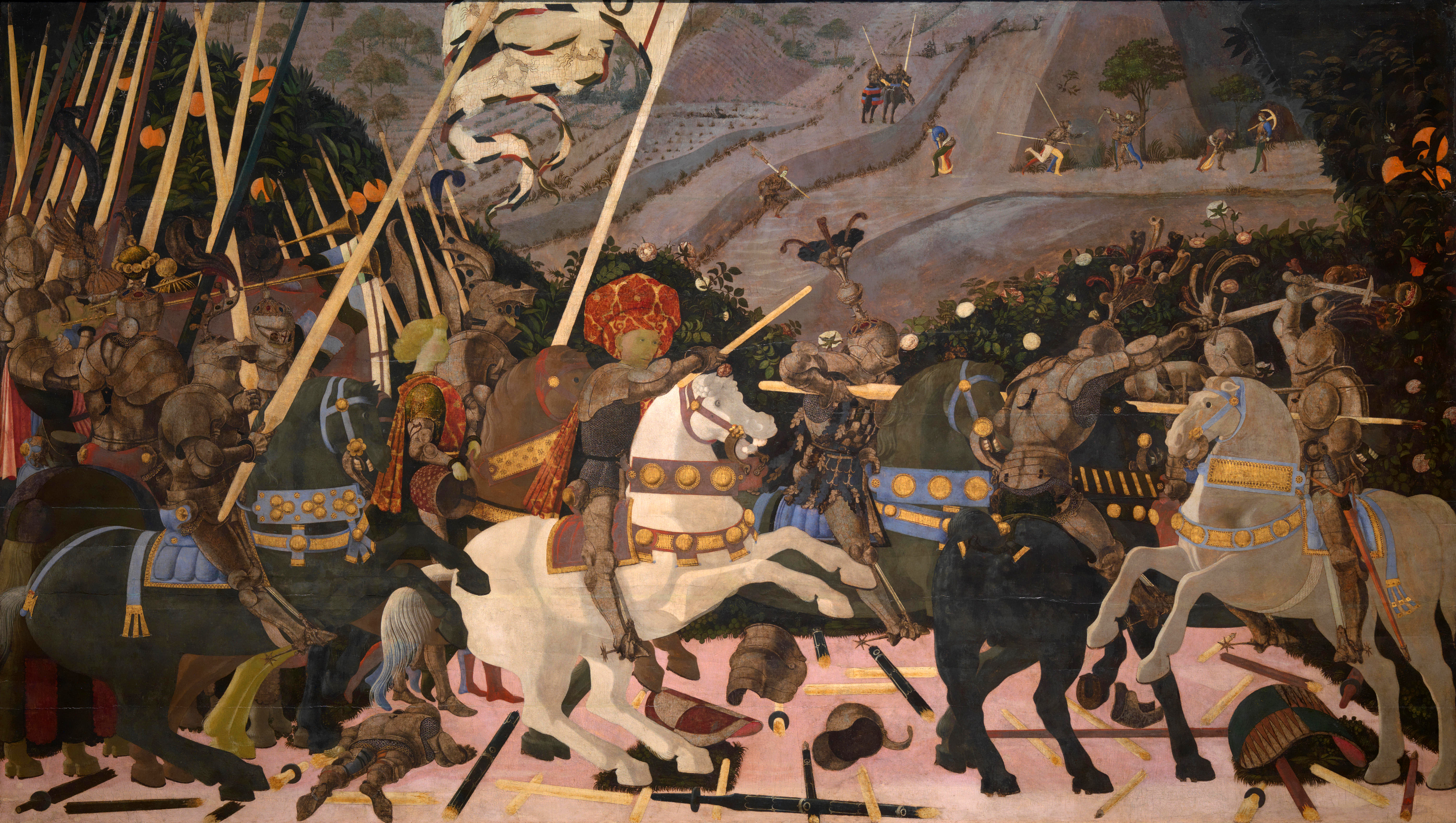
Paolo Uccello a fait un usage innovateur d'un algorithme géométrique, incorporant la perspective linéaire dans des peintures telles que La Bataille de San Romano (vers 1435–1460) : les lances brisées sont en perspective conique.

Certains des premiers exemples connus d'art algorithmique généré par ordinateur ont été créés par Georg Nees, Frieder Nake, A. Michael Noll, Manfred Mohr et Vera Molnár au début des années 1960. Ces œuvres d'art ont été exécutées par un traceur commandé par un ordinateur, c'était donc de l'art généré par ordinateur, et non de l'art numérique. L'acte de création se trouve dans l'écriture du programme, qui spécifie la séquence d'actions à effectuer par le traceur. Sonia Sheridan a créé Generative Systems comme un programme à l'École de l'Art Institute of Chicago en 1970 en réponse au changement social provoqué en partie par la révolution des communications ordinateur-robot. Ses premiers travaux avec le copieur et l'art télématique ont porté sur les différences entre la main humaine et l'algorithme.
La forme native d'une œuvre de fractale est une image stockée sur un ordinateur–cela est également vrai pour presque tous les autres arts algorithmiques. Cependant, dans plus strictement, « l'art fractal » n'est pas considéré comme de l'art algorithmique, parce que l'algorithme n'est pas conçu par l'artiste.

## Le rôle de l'algorithme

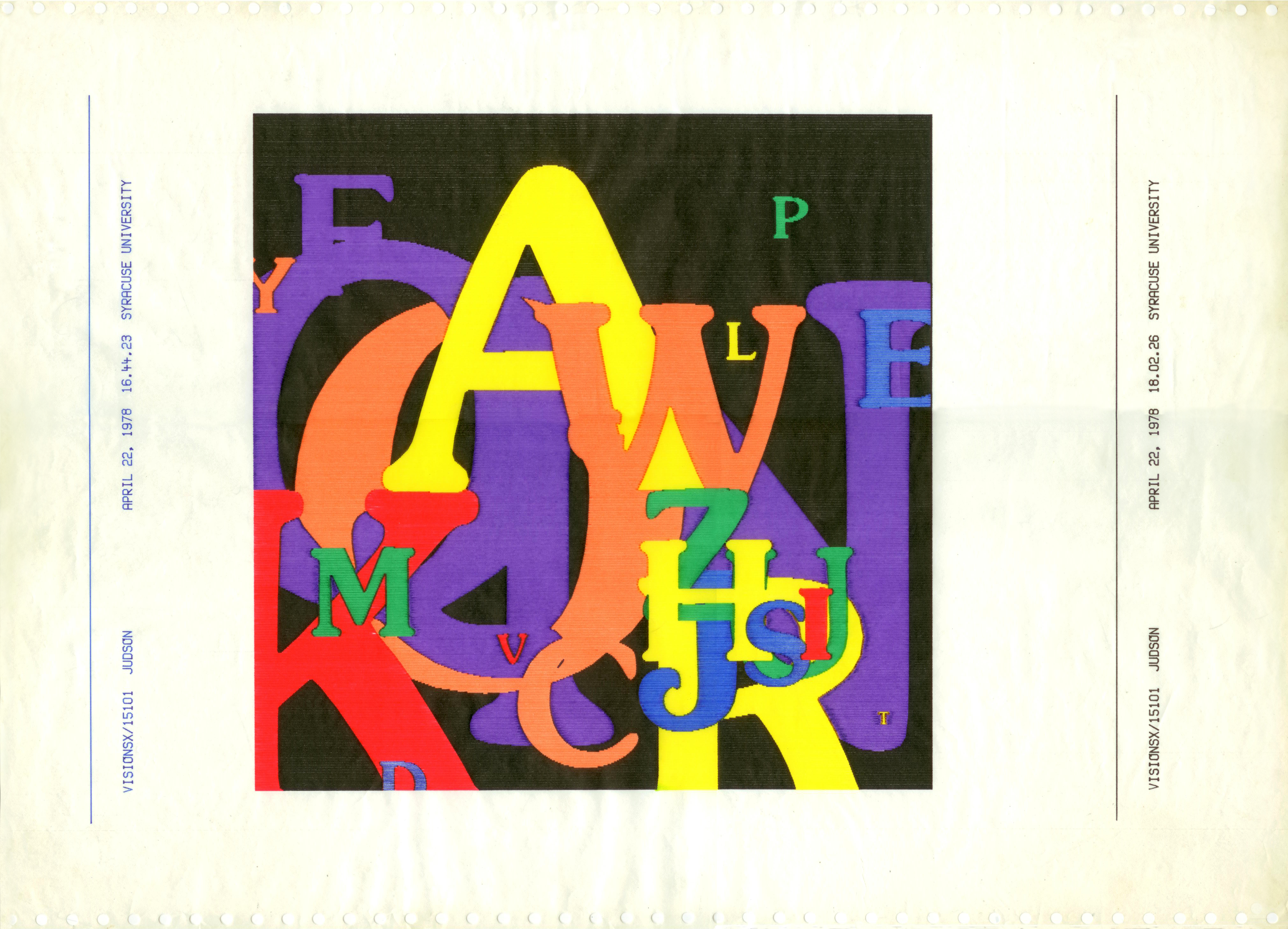
Letter Field par Judson Rosebush, 1978. Produit du traceur Calcomp avec des encres liquides sur papier chiffon, 15,25 x 21 pouces. Cette image a été créée à l'aide d'une première version de ce qui est devenu le logiciel Digital Effects, en APL et Fortran sur un IBM 370/158. Avec la police Souvenir; Génération de nombres aléatoires, une base statistique pour déterminer la taille, la couleur et la position des lettres.

Subjectivement, pour qu'une œuvre d'art soit considérée comme de l'art algorithmique, sa création doit inclure un processus basé sur un algorithme conçu par l'artiste. Ici, un algorithme est simplement une recette détaillée pour la conception et l'exécution d'une œuvre d'art, qui peut inclure un code informatique, des fonctions, et des expressions. Dans la mesure où les algorithmes ont tendance à être déterministes, ce qui signifie que leur exécution répétée entraînerait toujours la production d'œuvres d'art identiques, un facteur externe est généralement introduit. Cela peut être soit un générateur de nombres aléatoires, soit un corps de données externe. Certains artistes travaillent également avec une entrée gestuelle organique qui est ensuite modifiée par un algorithme. Par cette définition, les fractales faites par un programme fractal ne sont pas de l'art, car les humains ne sont pas impliqués. Cependant, définie différemment, l'art algorithmique peut être considéré comme incluant l'art fractal, ainsi que d'autres variétés telles que celles utilisant des algorithmes génétiques,,.

## Algoristes
« Algoriste » est un terme utilisé pour les artistes numériques pour désigner les créateurs d'art algorithmique.
Les algoristes ont officiellement commencé l'établissement de leur identité en tant qu'artistes à la suite d'un panneau intitulé « Art and Algorithms » à SIGGRAPH en 1995. Les cofondateurs étaient Roman Verostko et Jean-Pierre Hébert. Hébert est crédité de l'invention du terme et de sa définition, sous la forme de son propre algorithme:
```
if (création && objet d'art && algorithme && son propre algorithme) {
    include * un algoriste *
} elseif (!création || !objet d'art || !algorithme || !son propre algorithme) {
    exclude * pas un algoriste *
}
```

### Types d'arts visuels algorithmiques

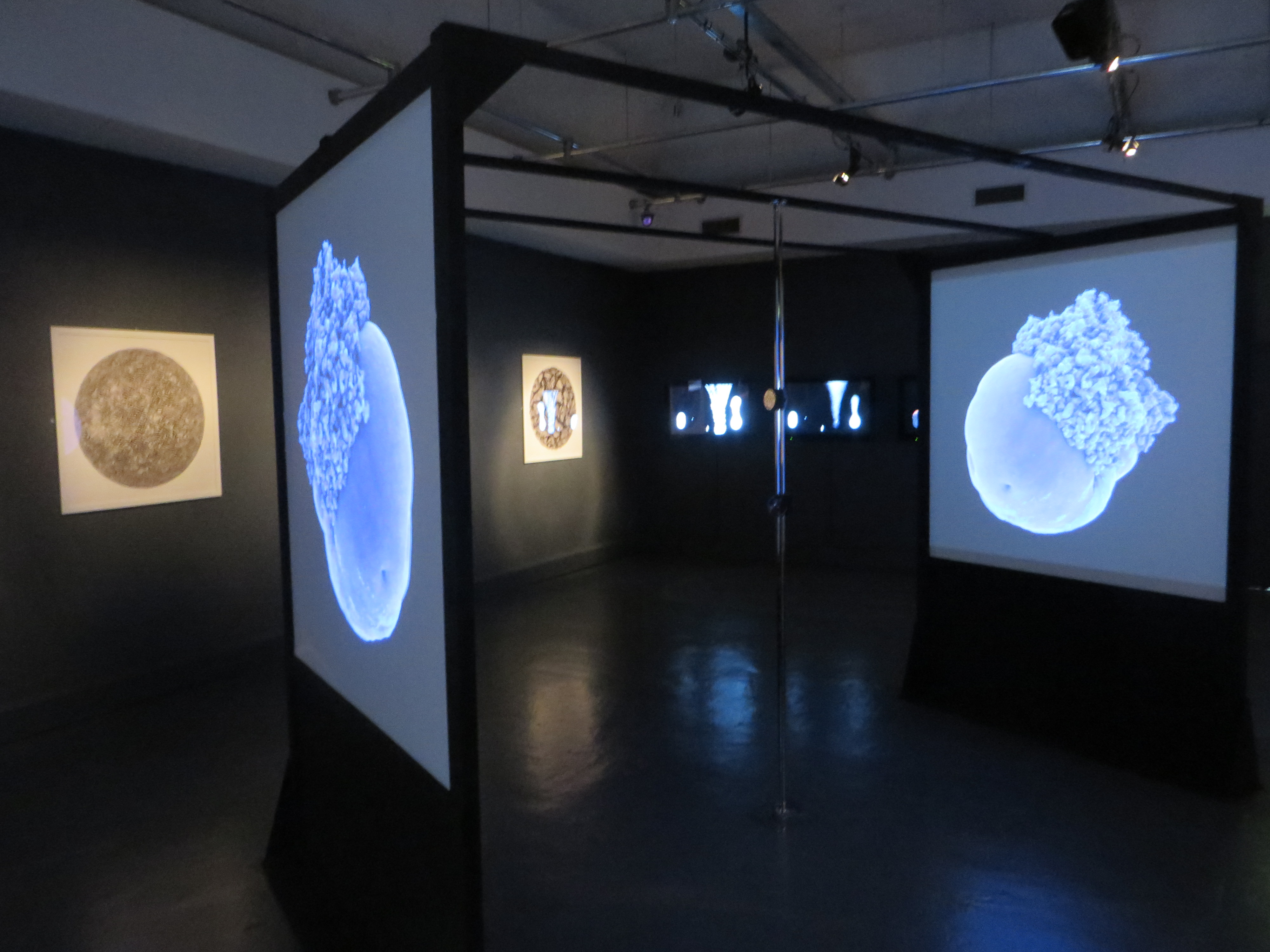
Morphogenetic Creations, une exposition d'art numérique générée par ordinateur utilisant des algorithmes créés par Andy Lomas, au Watermans Arts Centre, à l'ouest de Londres, en 2016.

Les automates cellulaires peuvent être utilisés pour générer des motifs artistiques avec une apparence de hasard, ou pour modifier des images telles que des photographies jusqu'à ce que l'effet artistique désiré soit atteint.
L'art génétique ou évolutionniste utilise des algorithmes génétiques pour développer des images itérativement, en sélectionnant à chaque « génération » selon une règle définie par l'artiste,.